# Platyrhynque à tête d'or
Platyrinchus coronatus
Espèce
Statut de conservation UICN

 LC  : Préoccupation mineure
Le Platyrhynque à tête d'or (Platyrinchus coronatus), aussi appelé Bec-plat à tête d'or, est une espèce de passereau de la famille des Tyrannidae,.

## Systématique et distribution
Cet oiseau est représenté par trois sous-espèces selon la classification de référence du Congrès ornithologique international (version 9.1, 2019) :
- Platyrinchus coronatus superciliaris Lawrence, 1863 : versant caribéen, du Honduras à la Colombie et au nord-ouest de l'Équateur ;
- Platyrinchus coronatus gumia (Bangs & Penard, TE, 1918) : du sud-est du Venezuela aux Guyanes et au nord de l'Amazonie brésilienne ;
- Platyrinchus coronatus coronatus Sclater, PL, 1858 : de l'extrême sud-est de la Colombie au nord de la Bolivie, au sud du Venezuela et à l'ouest du Brésil[1],[2],[4].